# Ranies

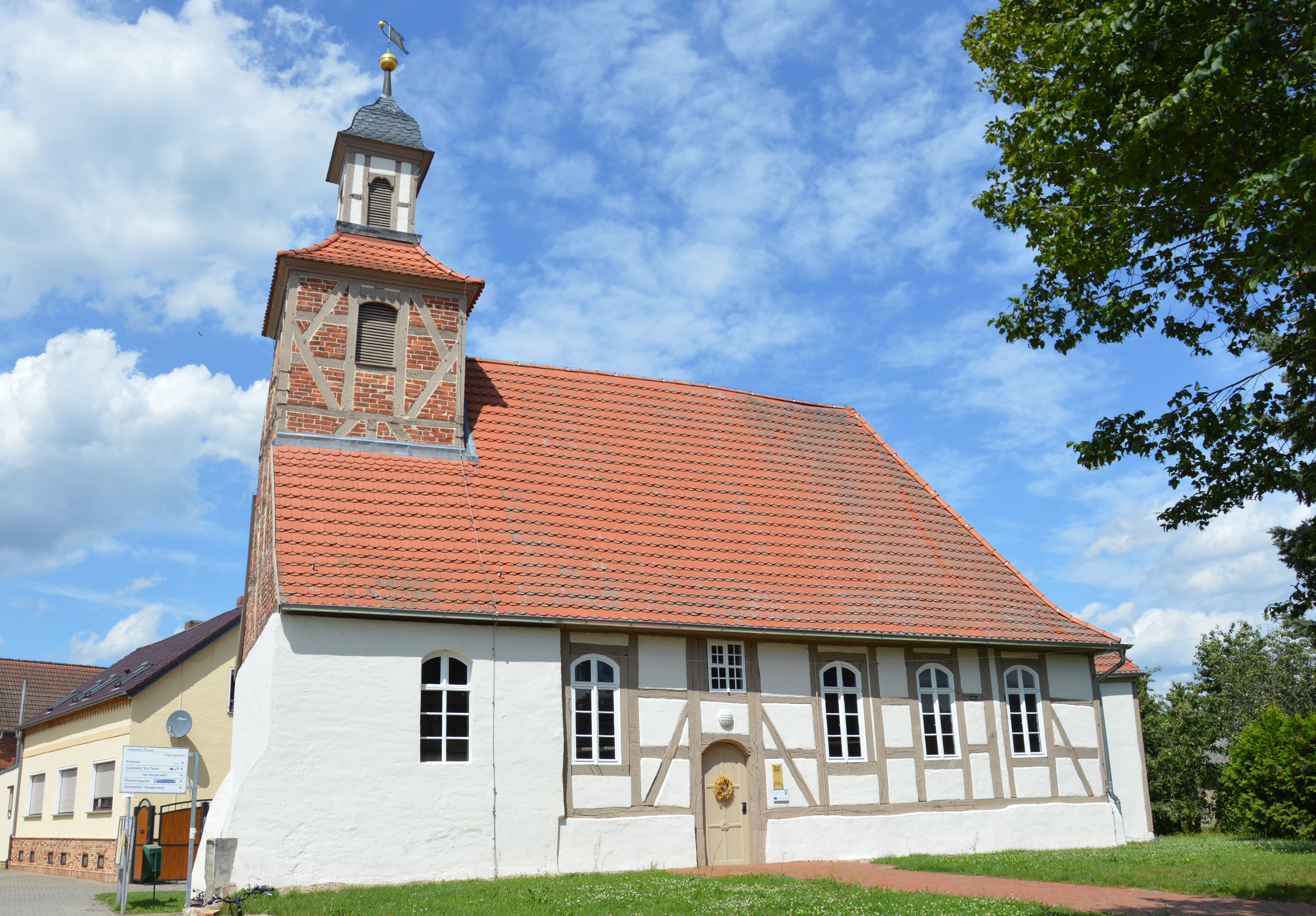
Sankt-Lukas-Kirche

Ranies ist ein Ortsteil von Schönebeck (Elbe) im Salzlandkreis in Sachsen-Anhalt, sechs Kilometer vom Stadtzentrum entfernt und auf der rechten Seite der Elbe gelegen. Ranies liegt auf dem Elbenauer Werder, einer großen Elbinsel zwischen heutiger Stromelbe und Alter Elbe.

## Geografie
Das Gebiet der Ortschaft Ranies ist im Westen, Süden und Osten von einer Elbeschlinge umschlossen. Die Stadt Gommern liegt ca. 7 km von Ranies entfernt.

## Geschichte
1176 taucht der ursprünglich slawisch besiedelte Ort erstmals in Urkunden auf. Die Dorfkirche St. Lucas stammt aus dem 13. Jahrhundert.
Ab 1466 wurde Ranies Zollstelle, die auf dem so genannten „Thierberg“ gelegen war und als kursächsischer Ort Zoll auf der Elbe erhob.
Ranies war 1692/93 von Hexenverfolgung betroffen. Die 24-jährige Catharina, Frau von Heinrich Randel, geriet in einen Hexenprozess. Ihr wurde vorgeworfen, einen Teufelstopf zu besitzen. Sie erhielt acht Tage Haft.
Die Abgeschiedenheit bewahrte die Gemeinde oft vor Plünderung und Zerstörung, wie bspw. im Dreißigjährigen Krieg oder einer Sage nach im Jahr 1806, während des napoleonischen Feldzugs gegen Preußen:

„Als französische Truppen nach Übernahme der preußischen Stadt Magdeburg weiter durch das Land zogen, um die Ortschaften zu plündern, blieb Ranies verschont. Mitten im Wald gelegen hatten die Ranieser alle ihre Hähne geschlachtet und die Hunde eingesperrt, so dass kein Krähen oder Bellen ihre Existenz verraten konnte. Und Napoleons Truppen marschierten vorbei.“

Auf eine über 125-jährige Tradition kann der Ranieser Chor verweisen. Ein überregionaler Anziehungspunkt sind die Rosenmontagsumzüge, die seit 1954 stattfinden.
Am 1. Januar 2009 wurde Ranies in die Stadt Schönebeck eingemeindet.

## Politik

### Ortschaftsrat
- fraktionslos: 4

Der Rat besteht aus den 4 folgenden, ehrenamtlichen Ratsmitgliedern:
- Christian Schlitzberger (fraktionslos)
- Rüdiger Kunze (fraktionslos)
- Martin Hopfer (fraktionslos)
- Mathias Krause (fraktionslos)

Protokollführerin ist Birgit Schröder.

### Bürgermeister
Aktueller Ortsbürgermeister ist Christian Schlitzberger, mit Rüdiger Kunze als erster stellvertretender Ortsbürgermeister und Martin Hopfer als zweiter stellvertretender Ortsbürgermeister.

## Sehenswürdigkeiten
- Dorfkirche St. Lucas

Planetenlehrpfad am rechtsseitigen Elbufer

- „Hutungseichen“ in den Elbauen – über 300 Jahre alte Eichen
- Planetengarten und Planetenlehrpfad entlang des Elberadweges in Richtung Schönebeck

## Verkehrsanbindung
Zur halbinselartigen Ortslage von Ranies führen zwei Straßen: von der B 246a aus und über die Alte Elbe von Pretzien aus. Die nächsten Bahnhöfe befinden sich in Gommern (Strecke Magdeburg–Dessau) und in Schönebeck (Strecke Magdeburg–Halle).

## Persönlichkeiten
- Lothar Panicke (* 20. März 1940 in Ranies; † 25. Januar 2012), Agrarwissenschaftler und Politiker (CDU)